# Saxifraga media
Saxifraga media är en stenbräckeväxtart som beskrevs av Antoine Gouan. Saxifraga media ingår i Bräckesläktet som ingår i familjen stenbräckeväxter. Inga underarter finns listade i Catalogue of Life.